# Uriah Tracy
Uriah Tracy (ur. 2 lutego 1755 roku – zm. 19 lipca 1807 roku) to amerykański prawnik i polityk.
W latach 1793–1796 zasiadał w Izbie Reprezentantów Stanów Zjednoczonych jako przedstawiciel stanu Connecticut. Od 1796 roku aż do śmierci w 1807 roku reprezentował ten stan w Senacie Stanów Zjednoczonych. W 1800 roku przez część szóstej kadencji Kongresu Stanów Zjednoczonych pełnił funkcję przewodniczącego pro tempore Senatu Stanów Zjednoczonych. Należał do Partii Federalistycznej.
Pochowany został na Cmentarzu Kongresowym w Waszyngtonie. Był pierwszym członkiem Kongresu Stanów Zjednoczonych pochowanym na tym cmentarzu.